# Шостаківка (Краматорський район)
Шостакі́вка — село Новодонецької селищної громади Краматорського району Донецької області, України. Населення становить 477 осіб.

## Населення

### Мова
Розподіл населення за рідною мовою за даними перепису 2001 року:
| Мова       | Кількість | Відсоток |
| ---------- | --------- | -------- |
| українська | 453       | 94.97%   |
| російська  | 24        | 5.03%    |
| Усього     | 477       | 100%     |